# Francesca Eastwood
Francesca Ruth Fisher-Eastwood, född 7 augusti 1993 i Redding i Kalifornien, är en amerikansk skådespelerska, societetslejon och TV-personlighet. Hon fick som mest uppmärksamhet då hon medverkade i realityserien Mrs. Eastwood & Company som sändes på TV-kanalen E! år 2012. Hon har efter detta medverkat i filmer som Jersey Boys, Final Girl, Outlaws and Angels, M.F.A och Old. Eastwood har även gjort ett flertal gästframträdanden på TV, i TV-serier som Heroes Reborn, Fargo och Twin Peaks (säsong 3).

## Bakgrund
Francesca Eastwood föddes i Redding i Kalifornien, som dotter till skådespelerskan Frances Fisher och skådespelaren och regissören Clint Eastwood. Hon är det sjunde och näst yngsta barnet till fadern Clint Eastwood, och har bland annat bröderna Kyle och Scott Eastwood samt systern Alison Eastwood.
Eastwood gick i skolan på Stevenson School i Pebble Beach i Kalifornien.

## Karriär
Eastwood syntes under år 2012 i realityserien Mrs. Eastwood & Company, som fokuserade på livet kring henne, den före detta styvmodern Dina Eastwood, och den yngre halvsystern Morgan Eastwood. Under ett av seriens avsnitt fick man se hur den då artonåriga Francesca Eastwood, tillsammans med den dåvarande pojkvännen Tyler Shields, brände och förstörde en 100 000 dollars Birkinväska (från modemärket Hermès), mitt under en pågående fotografering. Detta ledde till att både Eastwood och Shields fick ta emot dödshot samt annan negativ uppmärksamhet.
År 2017 syntes Eastwood, tillsammans med modern Frances Fisher, i ett avsnitt av TV-serien Fargo. De spelade där rollen som Vivian Lord, som både ung (Eastwood) och gammal (Fisher).

## Privatliv
Från och med år 2013 bodde Eastwood i Los Angeles, och studerade vid University of Southern California.
Den 17 november 2013 gifte sig Eastwood med den då 35-årige Maroon 5-managern, skådespelaren Jonah Hills äldre bror, Jordan Feldstein, i Las Vegas. Den 25 november, åtta dagar efter vigseln, ansökte Eastwood om upplösning av äktenskapet. Feldstein dog sedan i december 2017, sedan en blodpropp i benet vandrat upp till lungorna.
År 2018 fick Eastwood en son tillsammans med tränaren och skådespelaren Alexander Wraith.

## Filmografi (i urval)

### Filmer
- 1995 – The Stars Fell on Henrietta
- 1999 – Ögonblicket före tystnaden
- 2014 – Jersey Boys
- 2015 – Final Girl
- 2016 – Outlaws and Angels
- 2017 – MDMA
- 2017 – M.F.A
- 2019 – Awake
- 2021 – Old
- 2024 – Juror No. 2

### TV-serier
- 2012 – Mrs. Eastwood & Company (TV-serie)
- 2014 – Perception (TV-serie)
- 2015 – Heroes Reborn (TV-serie)
- 2017 – Fargo (TV-serie)
- 2017 – Twin Peaks (TV-serie)